# KLMV-LP
KLMV es una estación de televisión independiente en Laredo, Texas. Su programación es religiosa cristiana que es hecha por la estación independientemente. Su señal abierta está disponible para los residentes de Laredo, Texas, Nuevo Laredo, Tamaulipas, Condado de Webb, Condado de La Salle, Municipio de Anáhuac, Nuevo León y Municipio de Hidalgo, Coahuila.

## Canales digitales
KLMV lanzó su señal digital a inicios de 2011 en el canal 15.1. La señal de la estación KLMV está multiplexada y tiene tres sub-canales. En el canal 15.1 muestra la programación cristiana en y en los canales 15.2, 15.3 y 15.4 se encuentran actualmente en fase de pruebas.
| TDT  | Resolución  | Indicativo | Cadena                               |
| 15.1 | DE 480i 4:3 | KLMV       | Programación independiente cristiana |
| 15.2 | DE 480i 4:3 | KLMVDT2    | Infomerciales                        |
| 15.3 | DE 480i 4:3 | KLMVDT3    | Vida Vision                          |
| 15.4 | DE 480i 4:3 | KLMVDT4    | Fase de prueba                       |